# Taça Latina de 2003
A Taça Latina de 2003 foi a 21.ª edição da Taça Latina. Esta competição é organizada pelo CERH.
| País     | J | V | E | D | GM | GS | DG | Pts |
| -------- | - | - | - | - | -- | -- | -- | --- |
| Portugal | 3 | 2 | 1 | 0 | 9  | 1  | 8  | 7   |
| Espanha  | 3 | 2 | 1 | 0 | 4  | 0  | 4  | 7   |
| Itália   | 3 | 1 | 0 | 2 | 4  | 9  | -5 | 3   |
| França   | 3 | 0 | 0 | 3 | 4  | 11 | -7 | 0   |

|          | Portugal | Espanha | Itália | França |
| -------- | -------- | ------- | ------ | ------ |
| Portugal |          | 0-0     | 3-0    | 6-1    |
| Espanha  |          |         | 3-0    | 1-0    |
| Itália   |          |         |        | 4-3    |
| França   |          |         |        |        |